# Derek Trucks

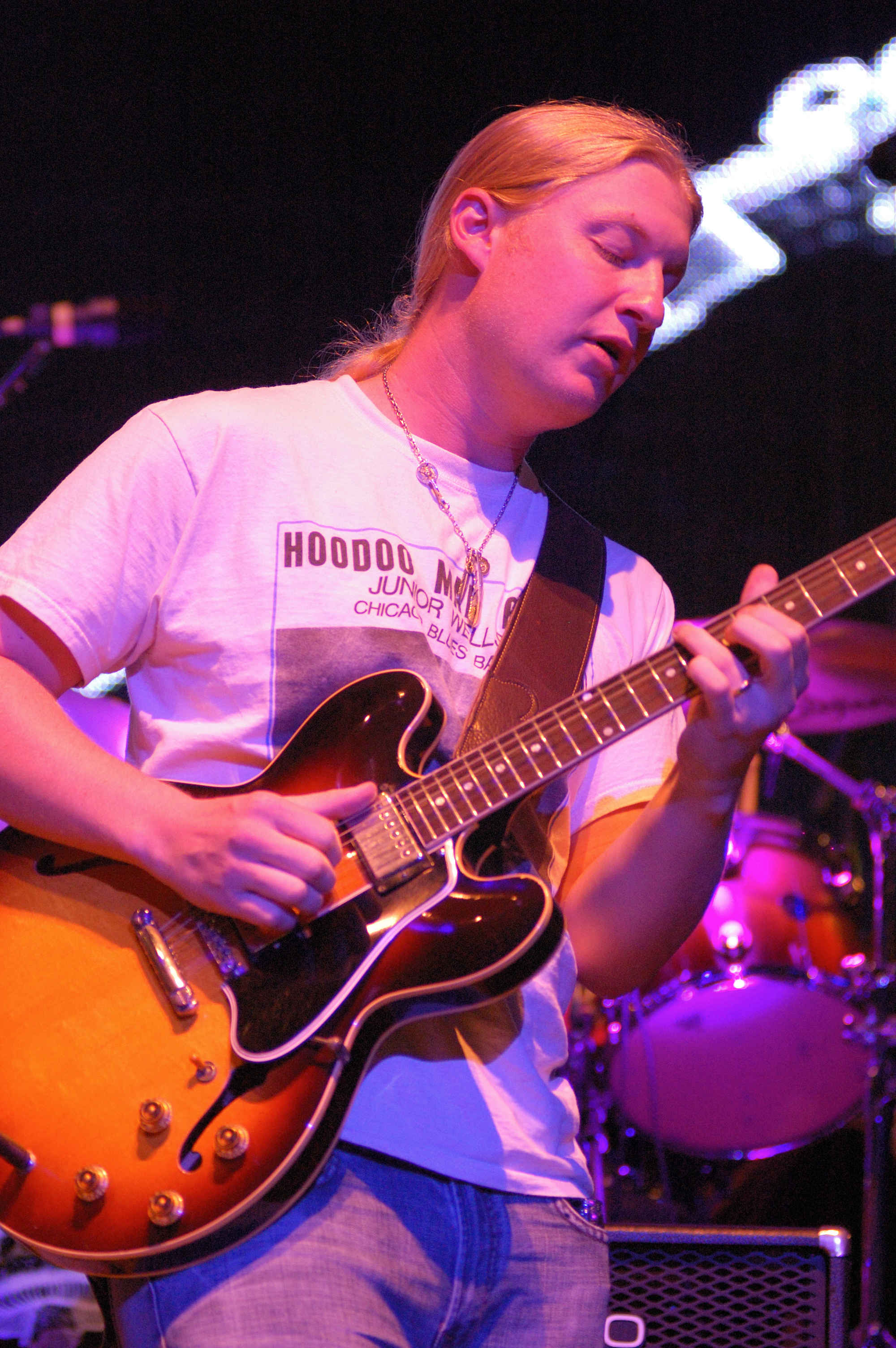
Derek Trucks (2009).

Derek Trucks (Jacksonville, 8 giugno 1979) è un chitarrista statunitense celebre per essere stato membro dell'Allman Brothers Band e fondatore della Tedeschi Trucks Band.

## Biografia
Trucks inizia a suonare la chitarra all'età di nove anni. Il suo primo repertorio è fortemente influenzato dal blues, ed ispirato dalla The Allman Brothers Band, della quale lo zio, il batterista Butch Trucks, era membro fondatore.
Bluesmen storici come Howlin' Wolf, musicisti jazz come Miles Davis e la musica classica orientale (specialmente indiana), hanno in seguito avuto un notevole impatto nello sviluppo musicale di Trucks, principalmente nell'uso della chitarra slide.
La Derek Trucks Band si è formata nel 1994, ed è da allora il progetto musicale principale di Derek.
I membri del gruppo sono:
- Derek Trucks – chitarra
- Kofi Burbridge – tastiere, flauto, e voce (fratello del bassista degli Allman Brothers Oteil Burbridge)
- Todd Smallie – basso e voce
- Yonrico Scott – Batteria, percussioni, e voce
- Mike Mattison – voce solista

Nel 1999, Derek Trucks si unisce allo zio, il batterista Butch Trucks, come membro della The Allman Brothers Band, pur continuando a condurre il proprio gruppo. Con gli Allman Brothers Band suona negli album dal vivo Peakin' at the Beacon del 2000, nell'album di studio Hittin' the Note del 2003, nel DVD dal vivo At the Beacon Theatre del 2003, e nell'album di studio del 2004 One Way Out.
Negli Allman Brothers Band suonava la chitarra slide.
Nel 2010 Derek e la moglie, la cantante-chitarrista Susan Tedeschi (sposati dal 2001, due figli), hanno dato vita ad un progetto comune, la Tedeschi Trucks Band. Nel 2011 è uscito il primo album del gruppo: “Revelator”.

## Stile
Il fraseggio alla chitarra di Derek Trucks è originale sotto vari aspetti. Evita effetti o trattamenti del suono, preferendo ottenere un tono il più possibile puro connettendo la sua chitarra direttamente all'amplificatore: modifica il tono con i soli controlli della chitarra (una Gibson SG originale del 1961). Inoltre generalmente suona senza utilizzare il plettro: utilizza invece direttamente le dita, arpeggiando principalmente con il pollice, l'indice ed il medio, senza l'utilizzo di anelli per dita. Derek ha sviluppato autonomamente questa particolare tecnica.
La sua chitarra è generalmente accordata "Open E" (di solito, dalla corda più bassa alla più alta, Mi, Si, Mi, Sol Diesis, Si, Mi, o in inglese EBEG#Be). Trucks inoltre abbassa lievemente il tono del MI basso). "Open E" è l'accordatura standard per i chitarristi slide (poiché più comoda), ma, nonostante Derek sia diventato un acclamato chitarrista solista normale (e cioè non meramente slide), continua a non convertirsi all'accordatura standard (Mi, La, Re, Sol, Si, Mi, in inglese EADGBe) preferendo quella slide.

## Discografia

### ConThe Derek Trucks Band
- The Derek Trucks Band (1997)
- Out of the Madness (1998)
- Joyful Noise (2002)
- Soul Serenade (2003)
- Live at Georgia Theatre (2004)
- Songlines (2006) (Legacy Recordings)
- Songlines Live (DVD) (2006) (Legacy Recordings)
- Live at Sioux Falls Jazz and Blues Festival (2007)
- Already Free (2009) (Legacy Recordings)
- Roadsongs (2010)

### ConThe Allman Brothers Band
- Peakin' at the Beacon (2000)
- Hittin' the Note (2003)
- One Way Out (2004)

### ConThe Tedeschi Trucks Band
- Revelator (2011)
- Everybody's Talkin' - live (2012)
- Made Up Mind (2013)
- Let Me Get By (2016)
- Live from the Fox Oakland - live (2017)
- Layla revisited (Live at Lockn’) (2021)

### Collaborazioni
- 1994: Storm Warning, Tinsley Ellis
- 1996: To Cry You a Song: A Tull Tale, various artists/Cat's Squirrel (con Charlie Musselwhite, Clive Bunker, Mick Abrahams)
- 1996: The Circle, Planet Earth/Carey Nall
- 1996: Come on in This House, Junior Wells
- 1997: Searching for Simplicity, Gregg Allman
- 1999: Live... With a Little Help from Our Friends, Gov't Mule
- 2000: Croakin' at Toad's, Frogwings
- 2001: Project Z, Project Z
- 2002: Live in the Classic City, Widespread Panic
- 2002: Wait For Me, Susan Tedeschi
- 2003: Little Worlds, Béla Fleck and the Flecktones
- 2005: The Best Kept Secret, Jerry Douglas
- 2005: Hope and Desire, Susan Tedeschi
- 2006: The Road to Escondido, JJ Cale, Eric Clapton Reprise
- 2008: Skin Deep, Buddy Guy
- 2008: Here and Gone, David Sanborn
- 2008: Sidewalk Caesars, Scrapomatic
- 2008: The Blues Roll On, Elvin Bishop
- 2008: Back to the River, Susan Tedeschi
- 2008: Lifeboat, Jimmy Herring
- 2008: Guitars, McCoy Tyner
- 2010: The Imagine Project, Herbie Hancock
- 2010: Clapton, Eric Clapton

Numerose registrazioni dei concerti dal vivo della band sono disponibili per lo scaricamento su concessione dell'artista nell'archivio Archive.org.